# 1. Fußball-Club Kaiserslautern 1993-1994
Questa voce raccoglie le informazioni riguardanti il 1. Fußball-Club Kaiserslautern nelle competizioni ufficiali della stagione 1993-1994.

## Stagione
Nella stagione 1993-1994 il Kaiserslautern, allenato da Friedel Rausch, concluse il campionato di Bundesliga al 2º posto. In Coppa di Germania il Kaiserslautern fu eliminato ai quarti di finale dal Werder Brema.

## Rosa
| N. |                      | Ruolo | Calciatore        |
| -- | -------------------- | ----- | ----------------- |
| 6  | Germania (bandiera)  | D     | Andreas Brehme    |
| 8  | Germania (bandiera)  | C     | Martin Wagner     |
| 9  | Rep. Ceca (bandiera) | A     | Pavel Kuka        |
| 12 | Germania (bandiera)  | D     | Thomas Ritter     |
| 13 | Germania (bandiera)  | D     | Roger Lutz        |
| 15 | Germania (bandiera)  | D     | Thomas Hengen     |
| 28 | Germania (bandiera)  | A     | Christoph Dengel  |
|    | Germania (bandiera)  | P     | Thomas Antes      |
|    | Germania (bandiera)  | P     | Gerald Ehrmann    |
|    | Germania (bandiera)  | P     | Thorsten Hanewald |
|    | Germania (bandiera)  | P     | Claus Reitmaier   |
|    | Germania (bandiera)  | D     | Wolfgang Funkel   |
|    | Rep. Ceca (bandiera) | D     | Miroslav Kadlec   |

| N. |                     | Ruolo | Calciatore           |
| -- | ------------------- | ----- | -------------------- |
|    | Germania (bandiera) | D     | Axel Roos            |
|    | Germania (bandiera) | D     | Oliver Schäfer       |
|    | Germania (bandiera) | C     | Stefan Caporaso      |
|    | Germania (bandiera) | C     | Marco Haber          |
|    | Germania (bandiera) | C     | Torsten Lieberknecht |
|    | Germania (bandiera) | C     | Michael Lusch        |
|    | Svizzera (bandiera) | C     | Ciriaco Sforza       |
|    | Germania (bandiera) | C     | Harald Wadle         |
|    | Germania (bandiera) | C     | Tobias Weis          |
|    | Germania (bandiera) | A     | Jürgen Degen         |
|    | Germania (bandiera) | A     | Mark Dittgen         |
|    | Germania (bandiera) | A     | Uwe Fuchs            |
|    | Germania (bandiera) | A     | Stefan Kuntz         |

## Organigramma societario
Area tecnica
- Allenatore: Friedel Rausch
- Allenatore in seconda: Ignaz Good
- Preparatore dei portieri:
- Preparatori atletici:

## Calciomercato

### Sessione estiva
| Acquisti | Acquisti        | Acquisti           | Acquisti |
| R.       | Nome            | da                 | Modalità |
| -------- | --------------- | ------------------ | -------- |
| D        | Andreas Brehme  | Real Saragozza     |          |
| A        | Jürgen Degen    | Fortuna Düsseldorf |          |
| A        | Uwe Fuchs       | Colonia            |          |
| C        | Michael Lusch   | Borussia Dortmund  |          |
| D        | Roger Lutz      | Kaiserslautern II  |          |
| P        | Claus Reitmaier | Kickers Stoccarda  |          |
| C        | Ciriaco Sforza  | Grasshoppers       |          |

| Cessioni | Cessioni           | Cessioni             | Cessioni |
| R.       | Nome               | a                    | Modalità |
| -------- | ------------------ | -------------------- | -------- |
| C        | Michael Zeyer      | Waldhof Mannheim     |          |
| C        | Bjarne Goldbæk     | TeBe Berlino         |          |
| P        | Michael Serr       | Saarbrücken          |          |
| D        | Elvis Hajradinović | Borussia Dortmund II |          |
| A        | Demir Hotić        | Fenerbahçe           |          |
| C        | Frank Lelle        | Homburg              |          |
| C        | Thomas Richter     | Hertha Berlino       |          |
| A        | Thomas Vogel       | TeBe Berlino         |          |
| A        | Marcel Witeczek    | Bayern Monaco        |          |

### Sessione invernale
| Acquisti | Acquisti   | Acquisti     | Acquisti |
| R.       | Nome       | da           | Modalità |
| -------- | ---------- | ------------ | -------- |
| A        | Pavel Kuka | Slavia Praga |          |

| Cessioni | Cessioni     | Cessioni  | Cessioni |
| R.       | Nome         | a         | Modalità |
| -------- | ------------ | --------- | -------- |
| D        | Jan Eriksson | AIK       |          |
| A        | Marcus Marin | St. Pauli |          |

## Risultati

### Bundesliga

#### Girone di andata
| Arbitro: | Albrecht |

|  |           |                      |
|  | Marcatori | 60’ Sforza 89’ Marin |

| Arbitro: | Schmidhuber |

|                                      |           |                       |
| Fuchs 5’, 37’ Kuntz 58’ Eriksson 66’ | Marcatori | 29’ Neun 46’ Pflipsen |

| Arbitro: | Weber |

|            |           |  |
| Yeboah 16’ | Marcatori |  |

| Arbitro: | Strigel |

|                         |           |                                   |
| Eriksson 72’ Kadlec 88’ | Marcatori | 42’ Borowka 75’ Herzog 84’ Wolter |

| Arbitro: | Assenmacher |

|                                  |           |                   |
| Sforza 48’ Kuntz 81’, 85’ (rig.) | Marcatori | 90’ (rig.) Zárate |

| Arbitro: | Fröhlich |

|             |           |           |
| Schmitt 78’ | Marcatori | 19’ Marin |

| Kaiserslautern 8 settembre 1993, ore 20:00 CEST 7ª giornata | Kaiserslautern | 0 – 0 referto | Schalke 04 | Fritz-Walter-Stadion (35 000 spett.)\| Arbitro: \| Amerell \| |
| Arbitro:                                                    | Amerell        |               |            |                                                               |

| Arbitro: | Dardenne |

|                             |           |                                 |
| Cardoso 52’ (rig.) Todt 72’ | Marcatori | 23’ Ritter 66’ Kadlec 80’ Kuntz |

| Arbitro: | Habermann |

|                           |           |                      |
| Kuntz 26’, 48’ Wagner 31’ | Marcatori | 16’ Thom 61’ Kirsten |

| Arbitro: | Führer |

|                                     |           |           |
| Marschall 1’ Kranz 38’ Schmäler 62’ | Marcatori | 15’ Kuntz |

| Arbitro: | Weber |

|                                                   |           |  |
| Kuntz 18’, 28’, 80’ (rig.) Eriksson 38’ Marin 75’ | Marcatori |  |

| Lipsia 17 ottobre 1993, ore 18:00 CET 12ª giornata | VfB Lipsia | 0 – 0 referto | Kaiserslautern | Zentralstadion (11 200 spett.)\| Arbitro: \| Zerr \| |
| Arbitro:                                           | Zerr       |               |                |                                                      |

| Arbitro: | Albrecht |

|                       |           |  |
| Sforza 11’ Kadlec 85’ | Marcatori |  |

| Arbitro: | Heynemann |

|                                                 |           |  |
| Ziege 16’ Valencia 29’, 59’ Matthäus 68’ (rig.) | Marcatori |  |

| Arbitro: | Ziller |

|                                          |           |               |
| Kadlec 26’ Roos 55’ Sforza 81’ Kuntz 83’ | Marcatori | 41’ Buckmaier |

| Arbitro: | Fux |

|                     |           |           |
| Zorc 17’ Schulz 87’ | Marcatori | 10’ Kuntz |

| Arbitro: | Schmidhuber |

|                                 |           |  |
| Sforza 33’ Kadlec 35’ Kuntz 39’ | Marcatori |  |

#### Girone di ritorno
| Arbitro: | Kasper |

|                                |           |  |
| Kuntz 32’ Wagner 34’ Fuchs 69’ | Marcatori |  |

| Arbitro: | Best |

|                                                 |           |           |
| Kastenmaier 57’ (rig.) Pflipsen 72’ Wynhoff 82’ | Marcatori | 84’ Haber |

| Arbitro: | Aust |

|          |           |          |
| Kuntz 2’ | Marcatori | 18’ Binz |

| Arbitro: | Weber |

|                      |           |  |
| Bratseth 1’ Bode 18’ | Marcatori |  |

| Arbitro: | Dardenne |

|  |           |                     |
|  | Marcatori | 24’ Kuntz 72’ Degen |

| Kaiserslautern 26 febbraio 1994, ore 15:30 CET 23ª giornata | Kaiserslautern | 0 – 0 referto | Karlsruhe | Fritz-Walter-Stadion (37 192 spett.)\| Arbitro: \| Assenmacher \| |
| Arbitro:                                                    | Assenmacher    |               |           |                                                                   |

| Arbitro: | Schmidt |

|                           |           |  |
| Sendscheid 71’ Mulder 80’ | Marcatori |  |

| Arbitro: | Führer |

|            |           |  |
| Wagner 41’ | Marcatori |  |

| Arbitro: | Amerell |

|                                      |           |                            |
| Foda 27’ (rig.) Wörns 63’ Sérgio 72’ | Marcatori | 36’ (rig.) Brehme 86’ Kuka |

| Kaiserslautern 25 marzo 1994, ore 20:00 CET 27ª giornata | Kaiserslautern | 0 – 0 referto | Dinamo Dresda | Fritz-Walter-Stadion (32 373 spett.)\| Arbitro: \| Krug \| |
| Arbitro:                                                 | Krug           |               |               |                                                            |

| Arbitro: | Jansen |

|         |           |            |
| Knup 9’ | Marcatori | 21’ Kadlec |

| Arbitro: | Strigel |

|            |           |  |
| Sforza 88’ | Marcatori |  |

| Arbitro: | Fux |

|           |           |                                                                     |
| Közle 62’ | Marcatori | 9’ Wagner 50’, 58’, 87’ Kuka 60’ (rig.), 69’ (rig.) Brehme 86’ Roos |

| Arbitro: | Harder |

|                                     |           |  |
| Wagner 58’ Kuka 65’, 89’ Sforza 85’ | Marcatori |  |

| Arbitro: | Wiesel |

|  |           |                       |
|  | Marcatori | 86’ Sforza 90’ Hengen |

| Arbitro: | Fröhlich |

|                           |           |  |
| Kuntz 18’ (rig.) Kuka 71’ | Marcatori |  |

| Arbitro: | Assenmacher |

|                |           |                               |
| Ivanauskas 35’ | Marcatori | 18’ Kuka 90’ Wagner 90’ Kuntz |

### Coppa di Germania
| Arbitro: | Schmidt |

|  |           |                                          |
|  | Marcatori | 8’ Kuntz 30’ Marin 31’ Wagner 87’ Kadlec |

| Arbitro: | Osmers |

|                        |           |                                                                    |
| Kruse 56’ Buchwald 84’ | Marcatori | 12’ Lusch 36’ Ritter 97’ Wagner 98’ Kuntz 100’ Eriksson 109’ Haber |

| Arbitro: | Willems |

|           |           |                                         |
| Klein 11’ | Marcatori | 32’, 115’ Wagner 94’ (aut.) Waldschmidt |

| Arbitro: | Strigel |

|                     |           |                                               |
| Fach 39’ Dahlin 51’ | Marcatori | 1’ (aut.) Stadler 13’ (rig.) Brehme 83’ Fuchs |

| Arbitro: | Schmidhuber |

|                                  |                      |                                    |
| Rufer 30’ Bode 110’              | Marcatori            | 27’ Sforza 115’ Roos               |
| Rufer Schaaf Votava Legat Basler | Tiri di rigore 4 – 3 | Brehme Sforza Kadlec Funkel Ritter |

## Statistiche

### Statistiche di squadra
| Competizione      | Punti | In casa | In casa | In casa | In casa | In casa | In casa | In trasferta | In trasferta | In trasferta | In trasferta | In trasferta | In trasferta | Totale | Totale | Totale | Totale | Totale | Totale | DR  |
| Competizione      | Punti | G       | V       | N       | P       | Gf      | Gs      | G            | V            | N            | P            | Gf           | Gs           | G      | V      | N      | P      | Gf     | Gs     | DR  |
| ----------------- | ----- | ------- | ------- | ------- | ------- | ------- | ------- | ------------ | ------------ | ------------ | ------------ | ------------ | ------------ | ------ | ------ | ------ | ------ | ------ | ------ | --- |
| Bundesliga        | 43    | 17      | 12      | 4       | 1       | 38      | 10      | 17           | 6            | 3            | 8            | 26           | 26           | 34     | 18     | 7      | 9      | 64     | 36     | +28 |
| Coppa di Germania | -     | 0       | 0       | 0       | 0       | 0       | 0       | 5            | 4            | 1            | 0            | 18           | 7            | 5      | 4      | 1      | 0      | 18     | 7      | +11 |
| Totale            | 43    | 17      | 12      | 4       | 1       | 38      | 10      | 22           | 10           | 4            | 8            | 44           | 33           | 39     | 22     | 8      | 9      | 82     | 43     | +39 |

### Andamento in campionato
| Giornata  | 1 | 2 | 3 | 4 | 5 | 6 | 7 | 8 | 9 | 10 | 11 | 12 | 13 | 14 | 15 | 16 | 17 | 18 | 19 | 20 | 21 | 22 | 23 | 24 | 25 | 26 | 27 | 28 | 29 | 30 | 31 | 32 | 33 | 34 |
| --------- | - | - | - | - | - | - | - | - | - | -- | -- | -- | -- | -- | -- | -- | -- | -- | -- | -- | -- | -- | -- | -- | -- | -- | -- | -- | -- | -- | -- | -- | -- | -- |
| Luogo     | T | C | T | C | C | T | C | T | C | T  | C  | T  | C  | T  | C  | T  | C  | C  | T  | C  | T  | T  | C  | T  | C  | T  | C  | T  | C  | T  | C  | T  | C  | T  |
| Risultato | V | V | P | P | V | N | N | V | V | P  | V  | N  | V  | P  | V  | P  | V  | V  | P  | N  | P  | V  | N  | P  | V  | P  | N  | N  | V  | V  | V  | V  | V  | V  |
| Posizione | 6 | 1 | 6 | 7 | 7 | 7 | 7 | 6 | 5 | 7  | 5  | 5  | 4  | 5  | 3  | 6  | 5  | 2  | 4  | 4  | 6  | 3  | 2  | 4  | 3  | 4  | 5  | 4  | 4  | 2  | 2  | 2  | 2  | 2  |

Legenda:

Luogo: C = Casa; T = Trasferta. Risultato: V = Vittoria; N = Pareggio; P = Sconfitta.

### Statistiche dei giocatori
| Giocatore       | Bundesliga | Bundesliga | Bundesliga  | Bundesliga | Coppa di Germania | Coppa di Germania | Coppa di Germania | Coppa di Germania | Totale   | Totale | Totale      | Totale     |
| Giocatore       | Presenze   | Reti       | Ammonizioni | Espulsioni | Presenze          | Reti              | Ammonizioni       | Espulsioni        | Presenze | Reti   | Ammonizioni | Espulsioni |
| --------------- | ---------- | ---------- | ----------- | ---------- | ----------------- | ----------------- | ----------------- | ----------------- | -------- | ------ | ----------- | ---------- |
| T. Antes        | 0          | 0          | 0           | 0          | 0                 | 0                 | 0                 | 0                 | 0        | 0      | 0           | 0          |
| A. Brehme       | 26         | 3          | 8           | 0          | 3                 | 1                 | 1                 | 0                 | 29       | 4      | 9           | 0          |
| S. Caporaso     | 0          | 0          | 0           | 0          | 0                 | 0                 | 0                 | 0                 | 0        | 0      | 0           | 0          |
| J. Degen        | 7          | 1          | 1           | 0          | 1                 | 0                 | 0                 | 0                 | 8        | 1      | 1           | 0          |
| C. Dengel       | 0          | 0          | 0           | 0          | 0                 | 0                 | 0                 | 0                 | 0        | 0      | 0           | 0          |
| M. Dittgen      | 4          | 0          | 0           | 0          | 0                 | 0                 | 0                 | 0                 | 4        | 0      | 0           | 0          |
| G. Ehrmann      | 27         | 0          | 2           | 0          | 5                 | 0                 | 1                 | 1                 | 32       | 0      | 3           | 1          |
| J. Eriksson     | 17         | 3          | 3           | 0          | 4                 | 1                 | 0                 | 0                 | 21       | 4      | 3           | 0          |
| U. Fuchs        | 19         | 3          | 3           | 0          | 2                 | 1                 | 0                 | 0                 | 21       | 4      | 3           | 0          |
| W. Funkel       | 26         | 0          | 5           | 0          | 5                 | 0                 | 2                 | 0                 | 31       | 0      | 7           | 0          |
| B. Goldbæk      | 3          | 0          | 0           | 0          | 0                 | 0                 | 0                 | 0                 | 3        | 0      | 0           | 0          |
| M. Haber        | 27         | 1          | 2           | 0          | 3                 | 1                 | 1                 | 0                 | 30       | 2      | 3           | 0          |
| T. Hanewald     | 0          | 0          | 0           | 0          | 0                 | 0                 | 0                 | 0                 | 0        | 0      | 0           | 0          |
| T. Hengen       | 15         | 1          | 0           | 0          | 0                 | 0                 | 0                 | 0                 | 15       | 1      | 0           | 0          |
| M. Kadlec       | 33         | 6          | 2           | 0          | 5                 | 1                 | 1                 | 0                 | 38       | 7      | 3           | 0          |
| P. Kuka         | 10         | 8          | 1           | 0          | 0                 | 0                 | 0                 | 0                 | 10       | 8      | 1           | 0          |
| S. Kuntz        | 26         | 18         | 2           | 0          | 5                 | 2                 | 0                 | 0                 | 31       | 20     | 2           | 0          |
| T. Lieberknecht | 7          | 0          | 0           | 0          | 1                 | 0                 | 0                 | 0                 | 8        | 0      | 0           | 0          |
| M. Lusch        | 26         | 0          | 0           | 0          | 4                 | 1                 | 0                 | 0                 | 30       | 1      | 0           | 0          |
| R. Lutz         | 7          | 0          | 1           | 0          | 0                 | 0                 | 0                 | 0                 | 7        | 0      | 1           | 0          |
| M. Marin        | 16         | 3          | 0           | 0          | 2                 | 1                 | 0                 | 0                 | 18       | 4      | 0           | 0          |
| C. Reitmaier    | 7          | 0          | 0           | 0          | 1                 | 0                 | 0                 | 0                 | 8        | 0      | 0           | 0          |
| T. Ritter       | 32         | 1          | 3           | 0          | 5                 | 1                 | 2                 | 0                 | 37       | 2      | 5           | 0          |
| A. Roos         | 26         | 2          | 2           | 0          | 4                 | 1                 | 0                 | 0                 | 30       | 3      | 2           | 0          |
| O. Schäfer      | 20         | 0          | 3           | 0          | 3                 | 0                 | 1                 | 0                 | 23       | 0      | 4           | 0          |
| M. Serr         | 0          | 0          | 0           | 0          | 0                 | 0                 | 0                 | 0                 | 0        | 0      | 0           | 0          |
| C. Sforza       | 29         | 8          | 7           | 0          | 5                 | 1                 | 1                 | 0                 | 34       | 9      | 8           | 0          |
| H. Wadle        | 0          | 0          | 0           | 0          | 0                 | 0                 | 0                 | 0                 | 0        | 0      | 0           | 0          |
| M. Wagner       | 26         | 6          | 4           | 1          | 5                 | 4                 | 1                 | 0                 | 31       | 10     | 5           | 1          |
| T. Weis         | 0          | 0          | 0           | 0          | 0                 | 0                 | 0                 | 0                 | 0        | 0      | 0           | 0          |
| M. Zeyer        | 2          | 0          | 0           | 0          | 1                 | 0                 | 1                 | 0                 | 3        | 0      | 1           | 0          |